# Печатка з розкопок у Лавришевому
Печа́тка з розко́пок у Ла́вришевому (біл. пяча́тка з раско́пак у Ла́ўрышаве) — середньовічна прикладна́ печатка XIII — XIV ст., яка була виявлена в 2015 р. при археологічних розкопках на селищі Лавришевського чоловічого монастиря (п. Лавришево, Щорсівська сільрада, Новогрудський район, Гродненська область, Білорусь). Виготовлена з овруцького сланцевого каменю, у формі бруска, на одній з торцевих граней вирізаний напис.

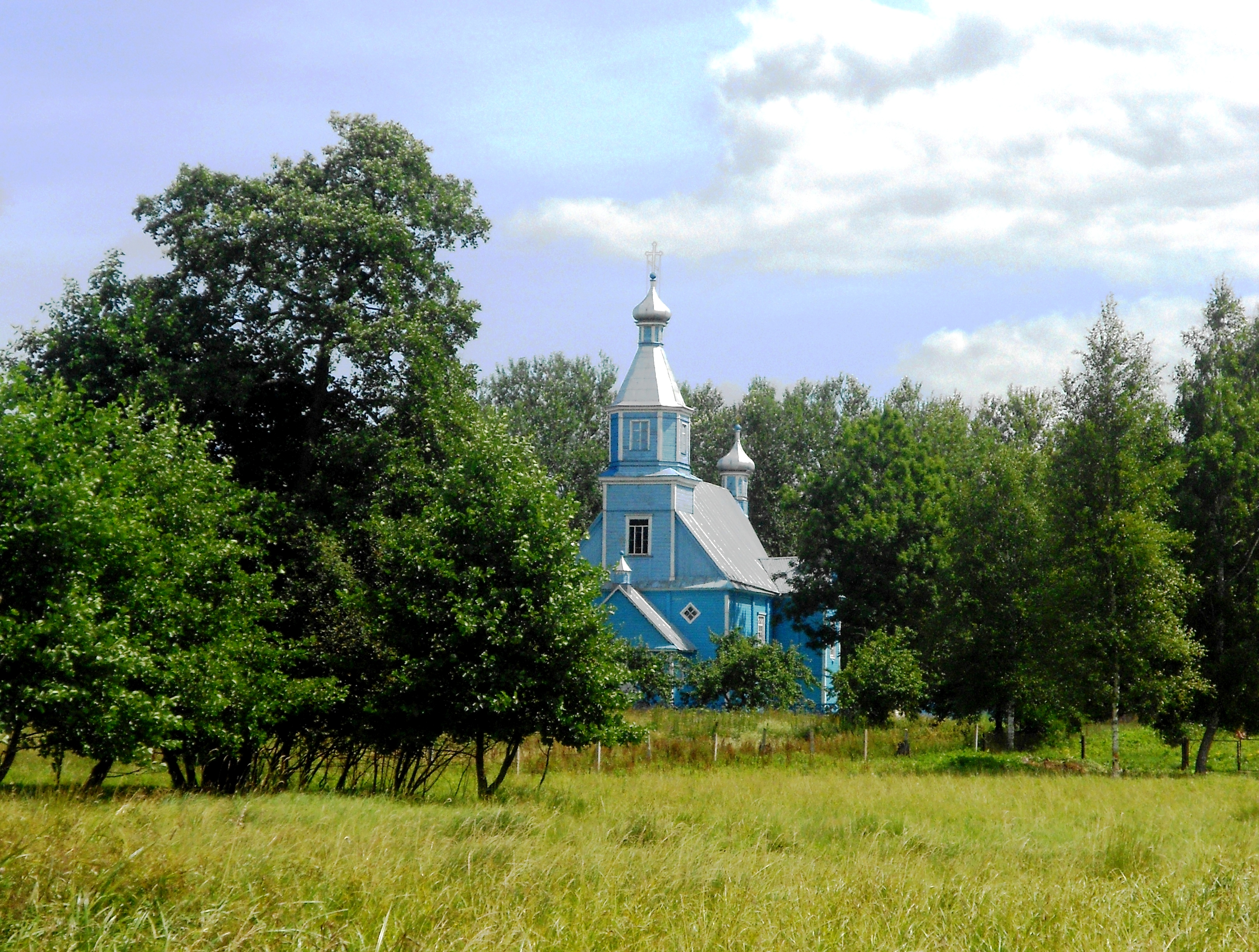
Місцевість у п. Лавришево, де велися розкопки. Свято-Успенська церква, побудована близько 1795 р. як монастирська.

Згідно Галицько-Волинському літопису, засновником цього монастиря близько 1260 року був Войшелк (великий князь Великого князівства Литовського у 1264—1267). Розкопки вела Лавришевська археологічна експедиція, що складалася з добровольців, керівник — С. Є. Рассадін, доктор історичних наук, професор історії, професор кафедри історії Білорусі та політології факультету інформаційних технологій Білоруського державного технологічного університету у Мінську).

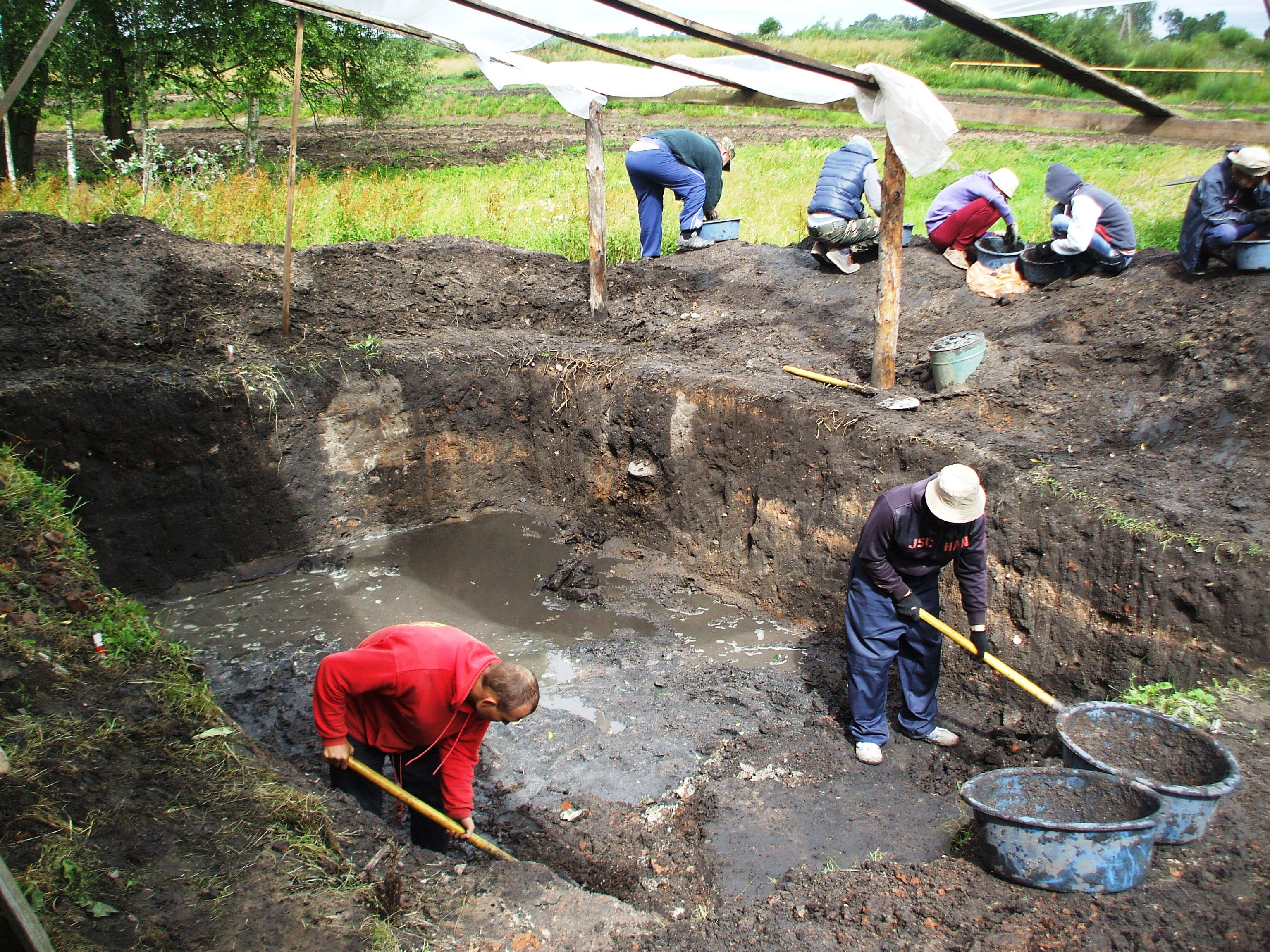
Археологічні розкопки у Лавришеве, 2015.

Прочитання написи виконала І. Л. Колечіц — кандидат історичних наук, доцент кафедри допоміжних історичних дисциплін та методики викладання історії Білоруського державного педагогічного університету імені Максима Танка (Мінськ). Напис на печатці прочитаний як «Свята пустинь», при цьому перше слово написано скорочено на грецькій мові, що було характерно для XII — XIV ст.: Ά(για) Пꙋ[С]TIN. Літеру «н» у східнослов'янській кирилиці до XIV ст. писали в грецькій формі Ν.
Інше прочитання, на основі фотографій матриці і відбитка, запропонував чеський журналіст С. Шупа. На його думку, на торці кам'яного бруска «можна без зусиль» прочитати написане єврейським шрифтом ім'я Іцхак-Айзік (יצחק אייזיק).
Знахідка поповнила ряд ранніх печаток, що відносяться до ВКЛ.